# Караагаш (імені Габіта Мусрепова район)
Караага́ш (каз. Қараағаш) — село у складі району імені Габіта Мусрепова Північноказахстанської області Казахстану. Входить до складу Шукиркольського сільського округу.
Населення — 52 особи (2021; 151 у 2009, 250 у 1999, 262 у 1989).
Національний склад станом на 1989 рік:
- казахи — 100 %.

Колишні назви — Кабай, Карагаш.